# 徐霖 (江宁)

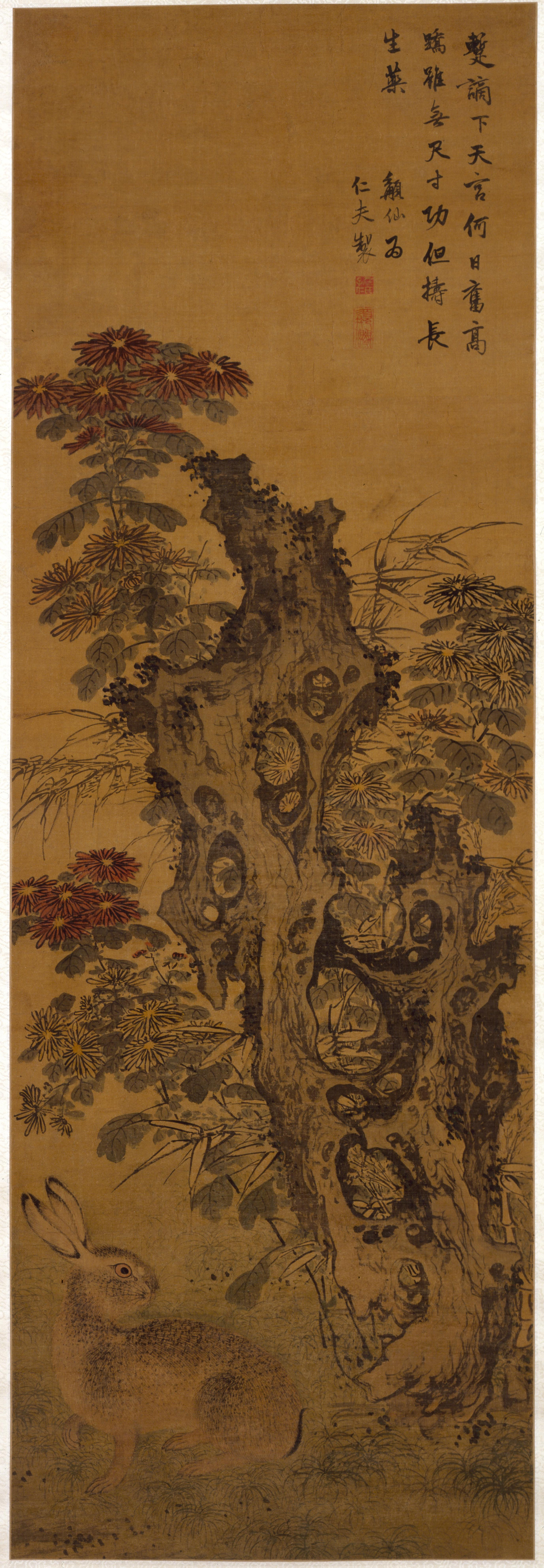
徐霖绘《菊石野兔图》（北京故宫博物院藏）

徐霖（1462年—1538年），字子仁，号九峰、髯仙、髯翁、快园叟等，明代戏曲作家、书画家。

## 生平
徐霖祖籍江苏长洲（今苏州），出生于江苏华亭（今上海松江）。6岁丧父，跟随其兄迁居江宁（今南京）。少时便能书善诗，时人称为奇童。成化十一年（1475年），补博士弟子员。正德十四年（1519年）明武宗南巡时，经推荐应诏编写词曲，受明武宗赏识。次年随驾还京，唱和宫廷。正德十六年（1521年）武宗去世后回到江宁。
徐霖在江宁建有“快园”，广交名士，与沈周、文徵明、祝枝山等相交甚密。他创作的戏曲传有《绣襦记》、《柳仙记》、《三元记》、《枕中记》、《留鞋记》、《梅花记》、《种瓜记》、《两团圆》八种，今仅有《绣襦记》存世（一说薛近兖作）。此外他也擅长书画篆刻，并著有《丽藻堂文集》、《快园诗文集》、《徐子仁诗集》、《中原音韵注释》、《绩书史会要》等。